# Cortaderia jubata
Cortaderia jubata là một loài thực vật có hoa trong họ Hòa thảo. Loài này được (Lem.) Stapf mô tả khoa học đầu tiên năm 1898.

## Hình ảnh

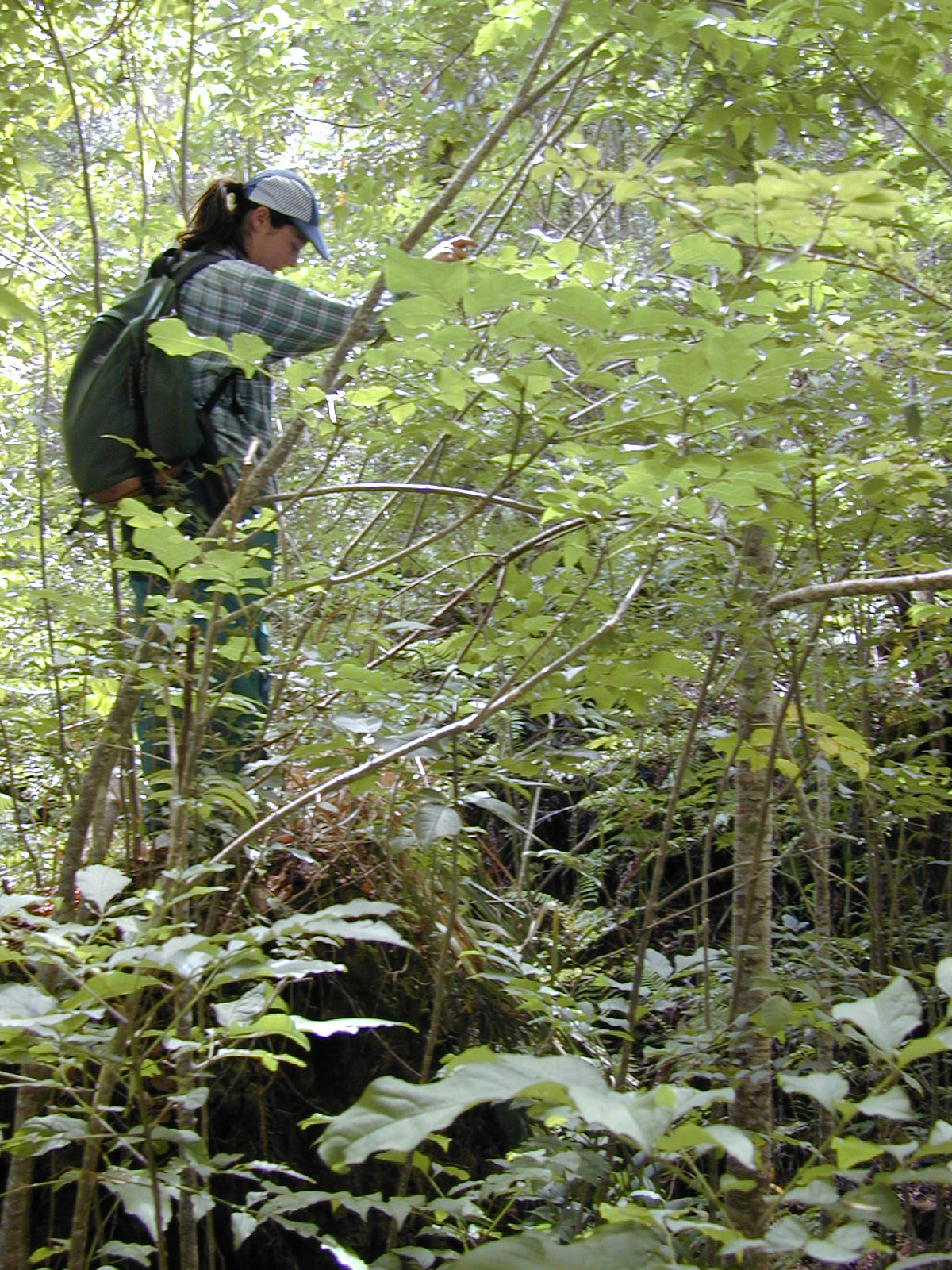
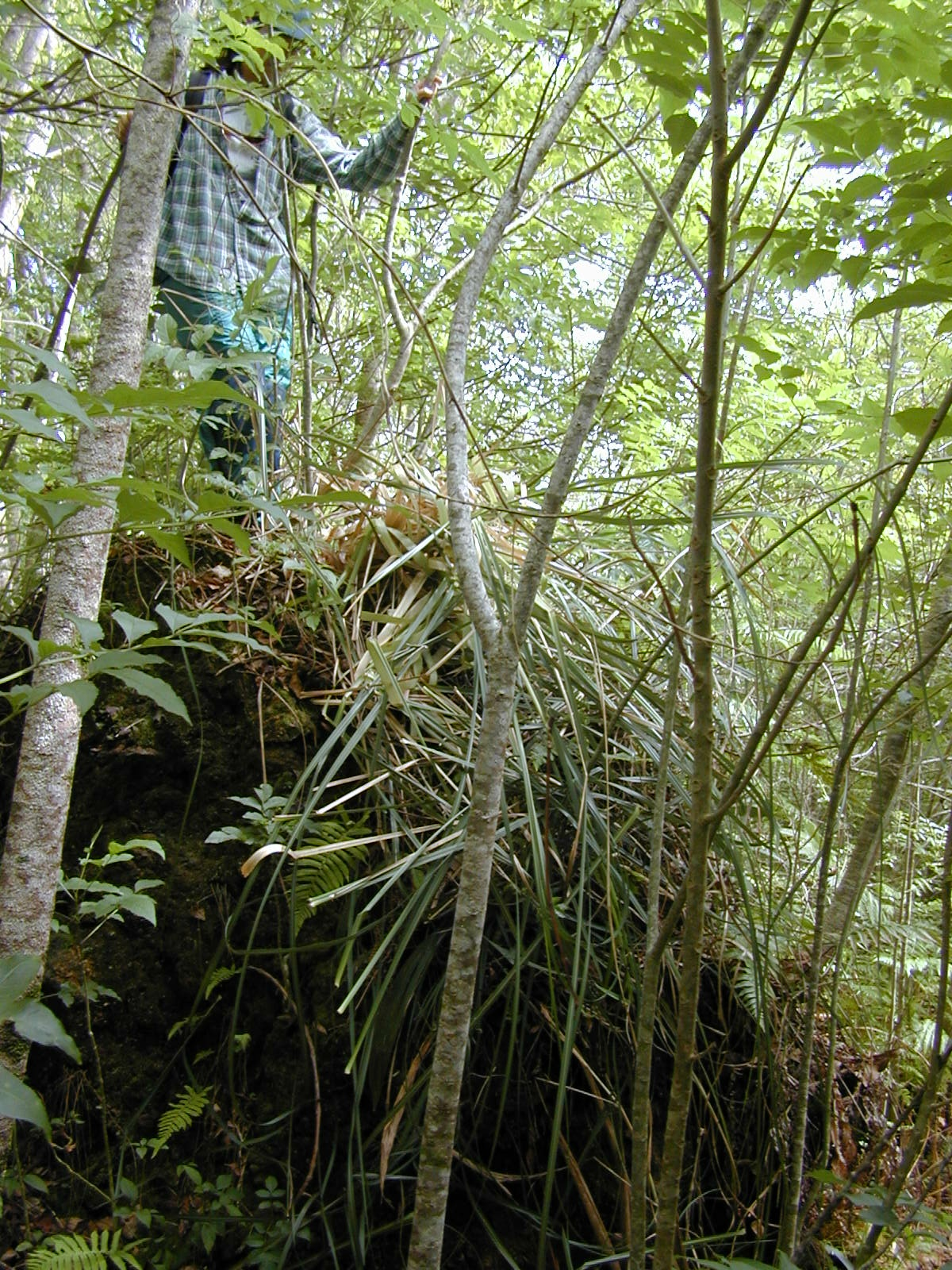
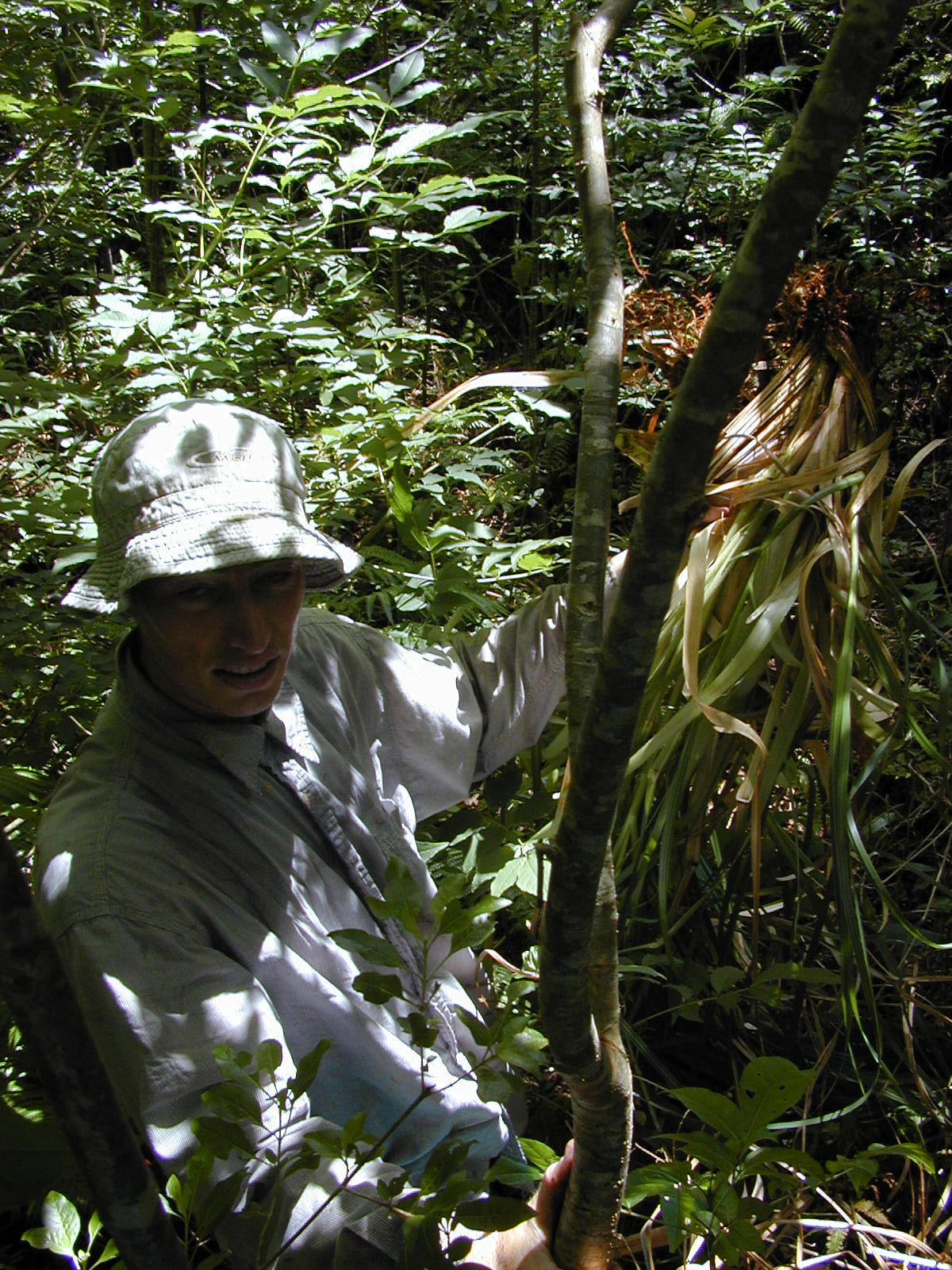
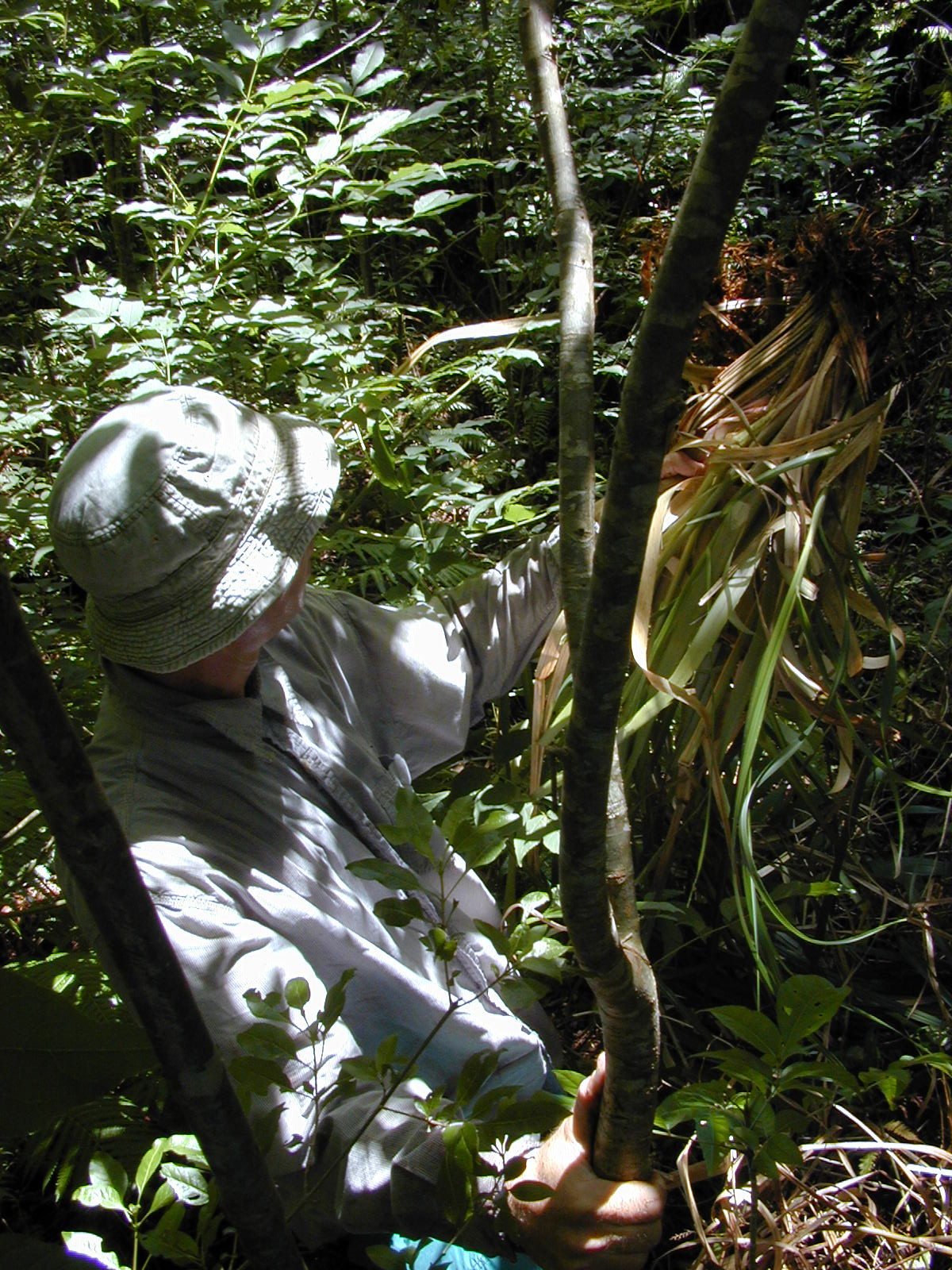